# Mii Parima
Mii Parima (Mangaia, 16 gennaio 1954 – Auckland, 6 dicembre 2008) è stato un politico cookese, membro del Parlamento delle Isole Cook e del Cook Islands Party.
Nacque a Mangaia, nelle Isole Cook, nel 1954.  Fu eletto per la prima volta al Parlamento alle elezioni generali del 1994, rappresentando l'isola di Tamarua per 15 anni. Nonostante la sua lunga carriera politica, non ebbe mai un suo gabinetto. Morì ad Auckland, in Nuova Zelanda alla fine del 2008.